# 若水 (名古屋市)
若水（わかみず）は、愛知県名古屋市千種区の地名。現行行政地名は若水一丁目から若水三丁目および若水町。住居表示実施（若水町は未実施）。

## 地理
名古屋市千種区西部に位置する。西は神田町・仲田一丁目、南は高見一丁目、北は北千種一丁目・同三丁目に接する。

## 歴史

### 沿革
- 1933年（昭和8年）8月15日 - 東区千種町の一部により、同区若水町として成立[1]。
- 1937年（昭和12年）10月1日 - 千種区成立により、同区若水町となる[1]。
- 1943年（昭和18年）2月20日 - 一部が上野町に編入される[3]。
- 1980年（昭和55年）11月23日 - 千種区北千種町・千種町・仲田本通の各一部により同区若水一丁目が、北千種町・千種町の各一部により同区若水二丁目が、上野町・北千種町・千種町・若水町の各一部により同区若水三丁目がそれぞれ成立する[1]。若水町は、若水三丁目および高見一丁目・上野三丁目に大部分が編入され、道路部分を残した[1]。

## 世帯数と人口
2019年（平成31年）1月1日現在の世帯数と人口は以下の通りである。
| 丁目       | 世帯数    | 人口    |
| ---------- | --------- | ------- |
| 若水二丁目 | 966世帯   | 1,904人 |
| 若水三丁目 | 491世帯   | 968人   |
| 計         | 1,457世帯 | 2,872人 |

### 人口の変遷
国勢調査による人口および世帯数の推移。
| 1995年（平成7年）  | 1452世帯 3818人 |  |
| 2000年（平成12年） | 1449世帯 3444人 |  |
| 2005年（平成17年） | 1267世帯 2835人 |  |
| 2010年（平成22年） | 1034世帯 2299人 |  |
| 2015年（平成27年） | 1365世帯 2826人 |  |

## 学区
市立小・中学校に通う場合、学校等は以下の通りとなる。また、公立高等学校に通う場合の学区は以下の通りとなる。なお、小・中学校は学校選択制度を導入しておらず、番毎で各学校に指定されている。
| 丁目       | 小学校                                    | 中学校                                    | 高等学校 |
| ---------- | ----------------------------------------- | ----------------------------------------- | -------- |
| 若水一丁目 | 名古屋市立高見小学校                      | 名古屋市立若水中学校                      | 尾張学区 |
| 若水二丁目 | 名古屋市立高見小学校                      | 名古屋市立若水中学校                      | 尾張学区 |
| 若水三丁目 | 名古屋市立高見小学校 名古屋市立上野小学校 | 名古屋市立若水中学校 名古屋市立振甫中学校 | 尾張学区 |

## 交通
- 名古屋市道鍋屋上野池下線[2]

## 施設

### 若水一丁目
- 名古屋市立大学医学部附属東部医療センター

もともとは名古屋市立城東病院と称していたが、1957年（昭和32年）6月名古屋市立東市民病院と改称し、当地に移転した。2011年（平成23年）5月、病院機構の改革に伴い、名古屋市立東部医療センターと改称している。
- 千種公園[2]

旧名古屋陸軍造兵廠千種製造所の跡地の一部に整備された公園。1947年（昭和22年）5月6日に「都市計画公園第18号千種公園」の名称で39.6ヘクタールが公園として決定されたものの、1950年（昭和25年）6月5日、1954年（昭和29年）11月18日にそれぞれ一部分が削除され、最終的には5.4ヘクタールが公園として整備されることとなった。削除された部分には、名古屋市東部医療センター・名古屋市営仲田住宅・千種聾学校・名古屋盲学校・市邨高校などが設置された。1960年（昭和35年）4月1日より一帯の所有者である大蔵省（のち財務省）より無償貸付を受けている。公園自体の整備は1960年（昭和35年）4月に開始され、1970年（昭和45年）4月1日に供用を開始している。

### 若水二丁目
- 愛知県立千種聾学校[2]

愛知県立名古屋聾学校の千種分校として、1958年（昭和33年）に当地に幼稚部・小学部をもって設置された。1964年（昭和39年）に本校から独立し、愛知県立千種聾学校と改称された。
- 名古屋市立若水中学校[2]
- 名古屋市営仲田荘[2]

### 若水三丁目
- 愛知工業大学本部・愛知工業大学名電中学校[2]

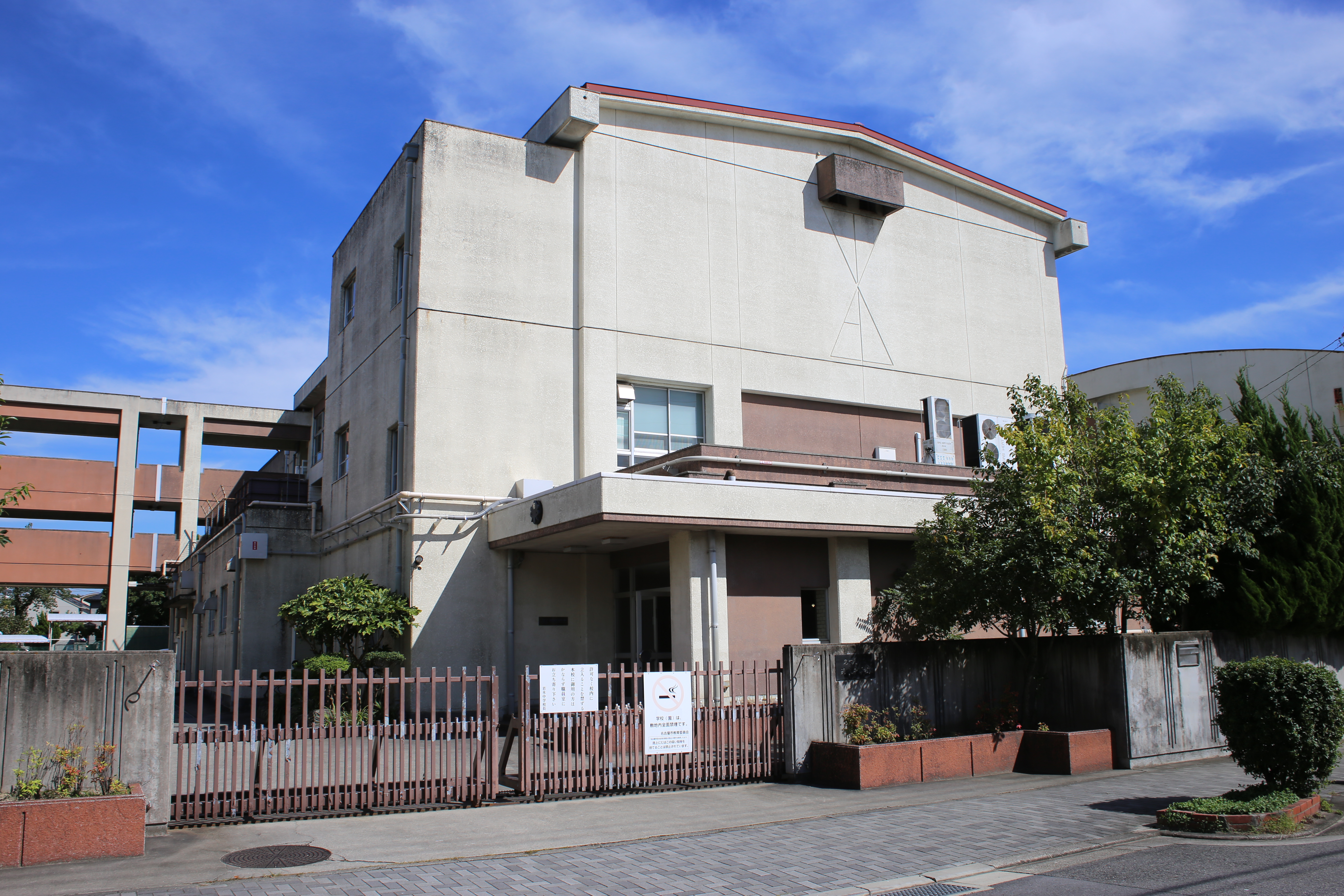
名古屋市立若水中学校（2015年9月）
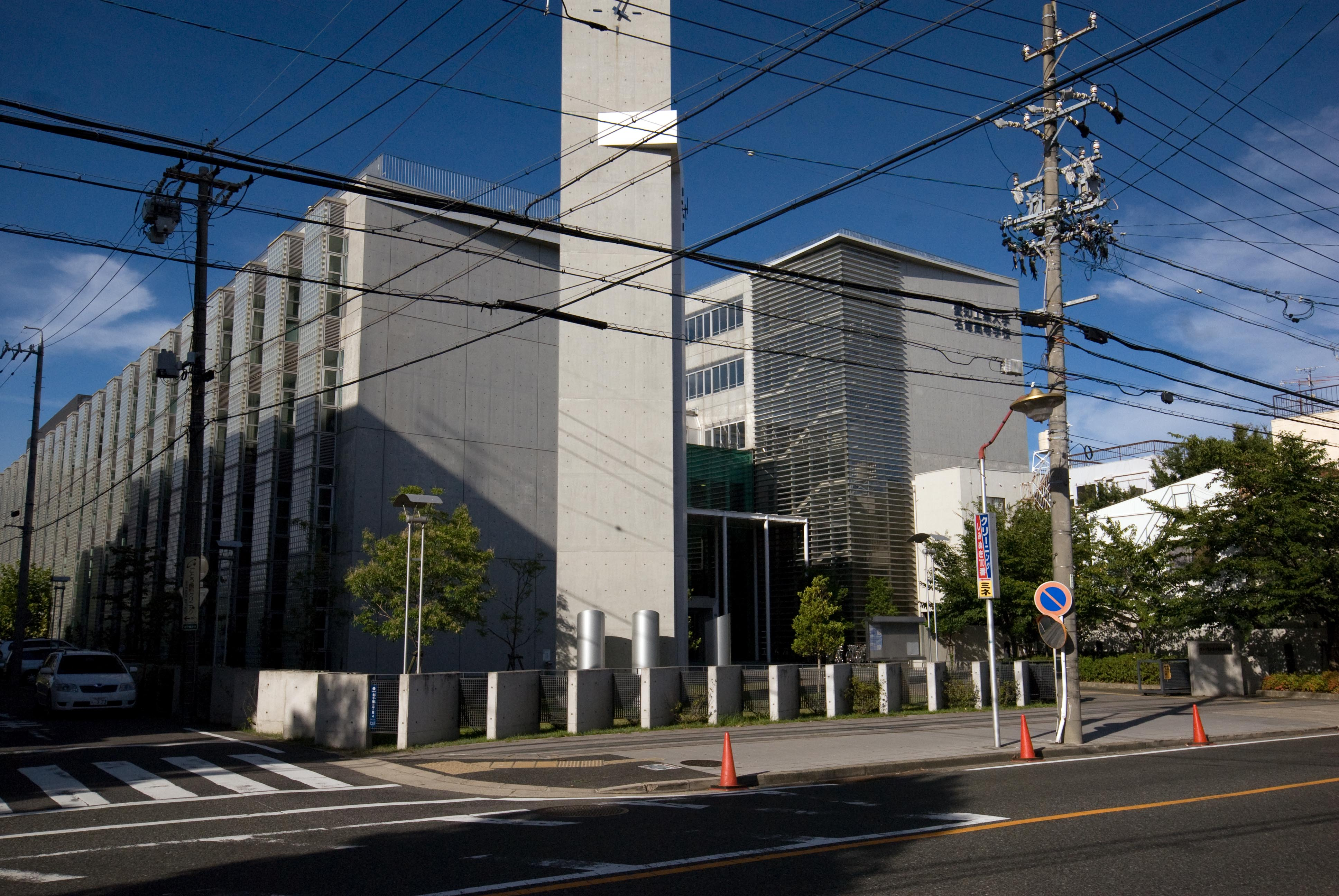
愛知工業大学名電高等学校
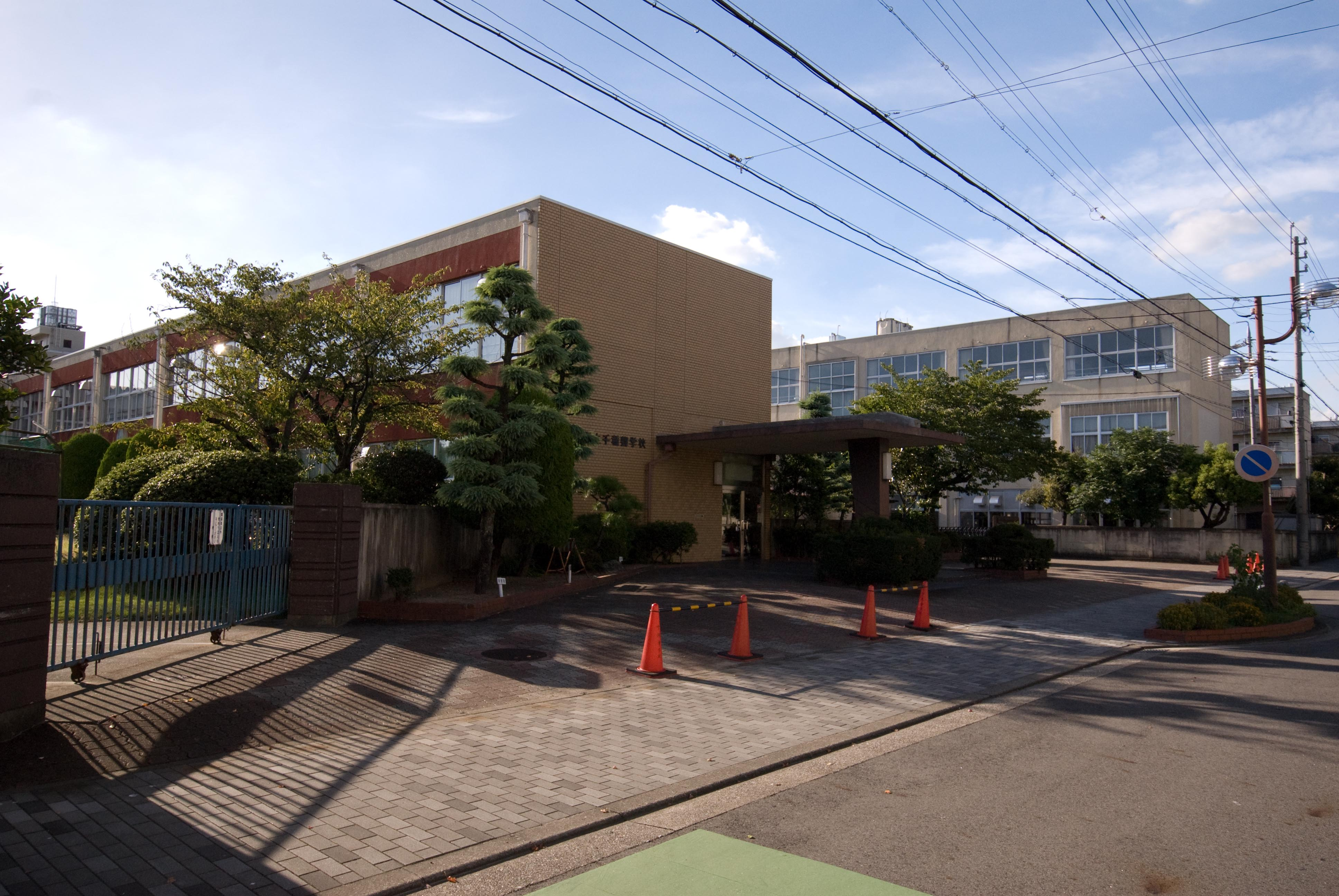
愛知県立千種聾学校

## 史跡
- 陸軍造兵廠千種製造所[2]

## その他

### 日本郵便
- 郵便番号 : 464-0071[WEB 3]（集配局：千種郵便局[WEB 15]）。

### WEB
1. ↑  “愛知県名古屋市千種区の町丁・字一覧”.   人口統計ラボ. 2017年6月18日閲覧。
2. 1 2  “町・丁目(大字)別、年齢(10歳階級)別公簿人口(全市・区別)”.   名古屋市 (2019年1月23日). 2019年1月23日閲覧。
3. 1 2  “郵便番号”.  日本郵便. 2019年1月6日閲覧。
4. ↑  “市外局番の一覧”.   総務省. 2019年1月6日閲覧。
5. 1 2  名古屋市役所市民経済局地域振興部住民課町名表示係 (2015年10月21日). “千種区の町名”.   名古屋市. 2017年6月18日閲覧。
6. ↑  総務省統計局 (2014年3月28日). “平成7年国勢調査の調査結果(e-Stat) - 男女別人口及び世帯数 －町丁・字等” (CSV). 2021年7月20日閲覧。
7. ↑  総務省統計局 (2014年5月30日). “平成12年国勢調査の調査結果(e-Stat) - 男女別人口及び世帯数 －町丁・字等” (CSV). 2021年7月20日閲覧。
8. ↑  総務省統計局 (2014年6月27日). “平成17年国勢調査の調査結果(e-Stat) - 男女別人口及び世帯数 －町丁・字等” (CSV). 2021年7月21日閲覧。
9. ↑  総務省統計局 (2012年1月20日). “平成22年国勢調査の調査結果(e-Stat) - 男女別人口及び世帯数 －町丁・字等” (CSV). 2021年7月21日閲覧。
10. ↑  総務省統計局 (2017年1月27日). “平成27年国勢調査の調査結果(e-Stat) - 男女別人口及び世帯数 －町丁・字等” (CSV). 2021年7月21日閲覧。
11. ↑  “市立小・中学校の通学区域一覧”.   名古屋市 (2018年11月10日). 2019年1月14日閲覧。
12. ↑  “平成29年度以降の愛知県公立高等学校（全日制課程）入学者選抜における通学区域並びに群及びグループ分け案について”.   愛知県教育委員会 (2015年2月16日). 2019年1月14日閲覧。
13. 1 2  “沿革と現状”.   名古屋市立東部医療センター. 2019年6月6日閲覧。
14. 1 2  “学校概要”.   愛知県立千種聾学校. 2019年6月6日閲覧。
15. ↑  郵便番号簿 平成29年度版 - 日本郵便. 2019年01月06日閲覧 (PDF)

### 書籍
1. 1 2 3 4 5  名古屋市計画局 1992, p. 727.
2. 1 2 3 4 5 6 7 8 9  「角川日本地名大辞典」編纂委員会 1989, p. 1471.
3. ↑  名古屋市計画局 1992, p. 728.
4. 1 2 3 4 5  名古屋の公園100年のあゆみ編集委員会 2010, p. 97.